# Vletterman
Een vletterman was een los werkman die in de haven losse karweitjes verrichtte, zoals hulp bij het aanleggen van schepen en het beleggen van trossen. Klussen die ze aannamen van de kapiteins van de zeeschepen. Hun scheepjes werden geepvletten genoemd.
De vlettermannen konden moeilijk rondkomen en hielden zich ook met jutten en redden van schipbreukelingen bezig. Wanneer zij de bemanning of lading van een gestrand schip in veiligheid brachten kregen zij een beloning van de verzekering of, voor de lading, een vastgesteld aandeel in de waarde.
Een zeer bekende vletterman was de Helderse "mensenredder" Dorus Rijkers.
In de Rotterdamse haven wordt degene die assisteert bij het afmeren van zeeschepen een roeier genoemd. 

## literatuur
- Tjeerd Adema, "Dorus Rijkers" De Heldersche mensenredder.Den Helder 1928